# Darnell Harris
Darnell Harris (Milwaukee, Wisconsin, 2 de febrero de 1992) es un exbaloncestista estadounidense que jugó como profesional durante cuatro temporadas, todas ellas en Europa. Con 2,03 metros de estatura, jugaba en la posición de alero.

## Trayectoria deportiva
Jugó una temporadas con los Wisconsin-Whitewater Warhawks, otra temporada Northwest Florida State College y dos temporadas con Middle Tennessee State Blue Raiders. Tras no ser elegido en el Draft de la NBA de 2016, debutó como profesional en Bélgica en las filas del Spirou Charleroi con el que jugó liga belga y Eurocup.
En la siguiente temporada cambia de equipo en el mismo país para jugar en el Liege Basket, jugando 35 partidos y realizando unos promedios anotadores de 9.34 puntos por encuentro.
En verano de 2018 fichó por el Panionios BC de la A1 Ethniki.